# Obodriti
Obotriti (nemško Abodriten, poljsko Obodryci; tudi Obodriti, Abotriti, oz. Abodriti) je naziv za konfederacijo srednjeveških zahodnoslovanskih plemen, ki so se nahajala na področju današnjega Mecklenburga in Holsteina v severni Nemčiji. Desetletja so bili zavezniki Karla Velikega v njegovih vojnah proti germanskim Sasom in slovanskim Veletom. Leta 798 so Obodriti, katere je vodil princ Drożko (tudi Draško, Thrasco), porazili Sase v bitki na reki Swetani. Za nagrado za njihovo zvestobo jim je Karel Veliki leta 804 podelil saško ozemlje severno od Labe. S prihodom Dancev pa so bili sčasoma izrinjeni iz tega področja.